# Angoon
Angoon és una població dels Estats Units a l'estat d'Alaska. Segons el cens del 2007 tenia 459 habitants.

## Demografia
Segons el cens del 2000, Angoon tenia 572 habitants, 184 habitatges, i 138 famílies La densitat de població era de 9,8 habitants/km².
Dels 184 habitatges en un 42,4% hi vivien nens de menys de 18 anys, en un 49,5% hi vivien parelles casades, en un 17,4% dones solteres, i en un 25% no eren unitats familiars. En el 22,3% dels habitatges hi vivien persones soles el 2,7% de les quals corresponia a persones de 65 anys o més que vivien soles. El nombre mitjà de persones vivint en cada habitatge era de 3,11 i el nombre mitjà de persones que vivien en cada família era de 3,64.
Per edats la població es repartia de la següent manera: un 34,8% tenia menys de 18 anys, un 8,6% entre 18 i 24, un 28,3% entre 25 i 44, un 21,9% de 45 a 60 i un 6,5% 65 anys o més.
L'edat mediana era de 32 anys. Per cada 100 dones hi havia 110,3 homes. Per cada 100 dones de 18 o més anys hi havia 115,6 homes.
La renda mediana per habitatge era de 29.861 $ i la renda mediana per família de 31.429 $. Els homes tenien una renda mediana de 21.250 $ mentre que les dones 30.625 $. La renda per capita de la població era d'11.357 $. Aproximadament el 27% de les famílies i el 27,9% de la població estaven per davall del llindar de pobresa.

## Poblacions més properes
El següent diagrama mostra les poblacions més properes.